# 余乐醒
余乐醒（1901年—1957年），湖南醴陵县浦口镇人，中国共产党早期党员。军统元老。

## 生平
就读广益中学。参加第五批留法勤工俭学，1919年10月31日与李富春等42人从上海登船出发。进入卢瓦尔省索米尔工业高等专科学校和巴黎工业大学学习机械和化学。参加了旅欧青年团、中共旅欧支部。1925年8月毕业后被派遣到莫斯科学习政治保卫业务。
1926年回到广州参加大革命。在国民革命军总政治部工作，并到黄埔军校兼课。结识了从湖南湘雅医学院毕业的黄埔校医沈景辉（沈醉的姐姐），两人自由恋爱并结婚。北伐战争中任叶挺独立团中共党总支书记，对外身份是该团的政治指导员。
1932年春，蒋介石委派戴笠筹建复兴社特务处。1932年秋，余乐醒就任上海站站长；上海站扩大为华东区，又缩为上海特区。1932年冬，妻弟沈醉在湖南因闹学潮被学校开除，来上海，经余乐醒介绍参加了特务工作。戴笠在浙江警官学校创办了特务警员训练班（“杭训班”），班主任戴笠，副主任余乐醒主持训练工作，亲自讲授特工理论、秘密携带、化学通讯、毒药、麻醉等课程，成为军统最著名的“训练专家”。抗战初期的青浦训练班、临澧训练班等均由余乐醒主持。
1938年12月，汪精卫逃离重庆去越南河内。蒋介石指示戴笠派人去河内刺杀汪精卫。戴笠指派陈恭澍和余乐醒带领唐英杰、陈邦国、陈步云等6人执行。但在河内行动时刺杀失败，错杀了汪精卫的秘书曾仲鸣。
刺汪行动失败后，戴笠撤销了余乐醒特训班副主任的职务，将其派到主要从事军事运输的西南运输处工作，担任贵阳修车厂副厂长。
不久，戴笠将余乐醒调到遵义炼油厂任厂长，炼油厂初具规模时被下属举报贪污、戴笠借机打击而锒铛入狱（经沈醉求情，后改为在医院软禁）。
1946年戴笠坠机死后，余乐醒重获自由，在上海的善后救济总署公路汽车管理处任处长。
1949年后，余乐醒在一家机械厂作工程师。
抗美援朝中因偷工减料，在“五反运动”中被捕入狱。1957年病死狱中。